# 우정

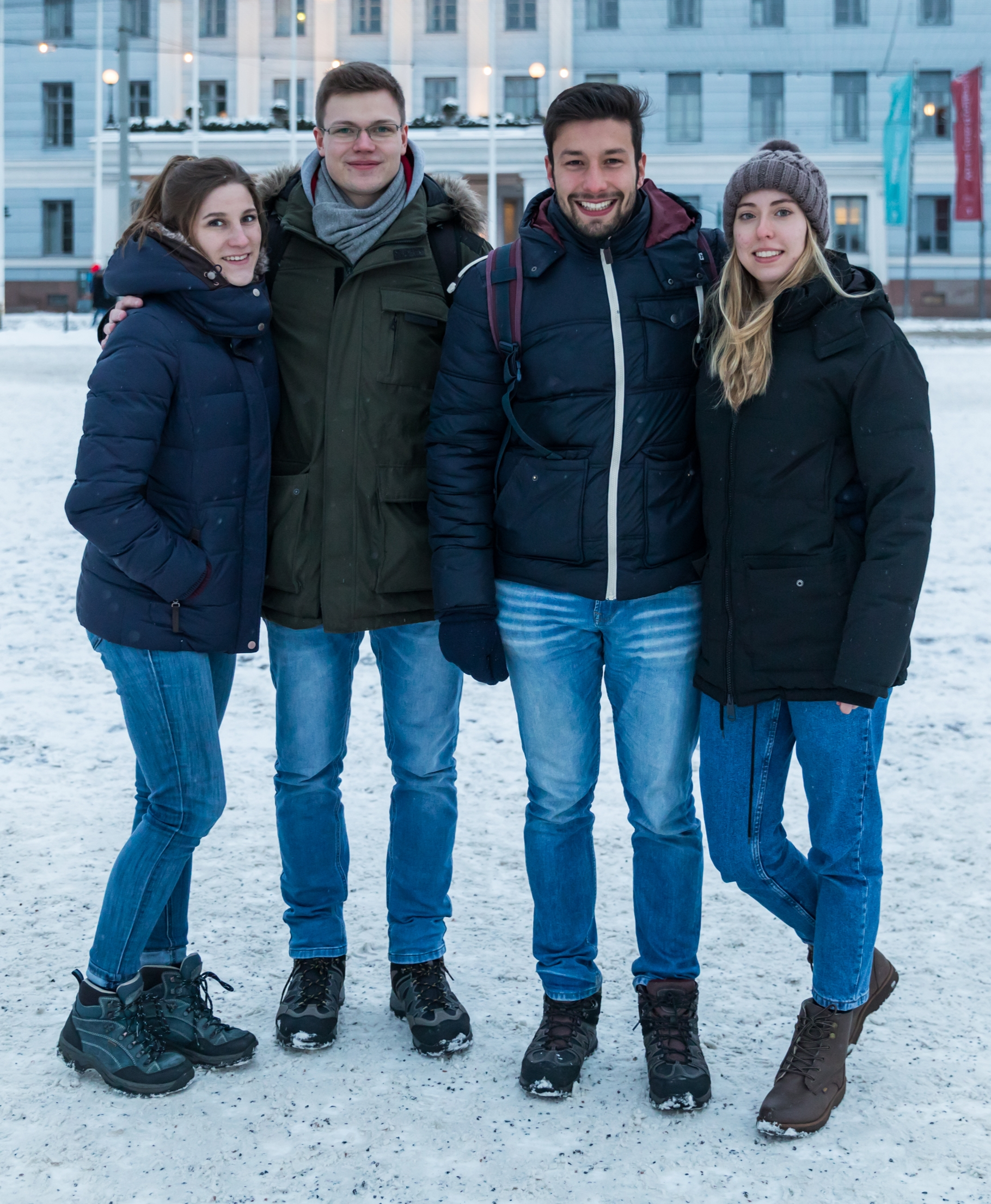
핀란드 헬싱키의 알라스 시 풀에 있는 독일인 친구들. 함께 해외 여행을 하는 것은 우정의 강력한 지표로 여겨진다.

우정(友情)은 친구 사이에 나누는 정신적 유대감을 말할 때 쓰이는 용어이다. 동급생, 이웃, 직장 동료, 등 '지인'이나 '동맹'보다 더 강한 형태의 대인관계이다.
일부 문화권에서는 우정의 개념이 소수의 매우 깊은 관계로 제한된다. 미국이나 캐나다와 같은 다른 나라에서는 한 사람이 많은 친구를 가질 수도 있고, 좋은 친구나 가장 친한 친구라고 불리는 한두 사람과 더 강렬한 관계를 가질 수도 있다. 우정에는 다양한 형태가 있지만, 서로 함께 있기로 결정하고, 함께 보내는 시간을 즐기고, 서로에게 긍정적이고 지지적인 역할을 할 수 있는 것과 같은 특정한 특징은 이러한 유대 관계에 공통적으로 적용된다.
때로 친구는 가족과 구별되는 경우가 있는데, 친구와 가족이라는 말처럼, 연인과 구별되는 경우도 있다. '친구'라는 범위에 있다는 것은 친구의 지위에서 연인의 지위로 올라가는 것이 제한된 사람을 의미한다.
우정은 커뮤니케이션, 사회학, 사회 심리학, 인류학, 철학 등의 학문 분야에서 연구되어 왔다. 사회교환이론, 공평이론, 관계변증법, 애착유형 등 우정에 관한 다양한 학문적 이론이 제안되어 왔다. 최근에는 우정이 건강에 미치는 영향에 대해 심도 있는 연구결과가 발표되고 있다.
외로움과 사회적 고립은 50세 이상 성인의 심장병 위험을 29% 뇌졸중 위험을 32% 증가시킨다고 하며 조기 사망 가능성도 높인다고 알려져 있다. 정신과 전문의인 해롤드 홍 박사는 사회적 우정이 부족한 개인은 면역 체계가 약해져 감염과 질병에 대한 취약성이 높아질 수 있다고 주장한다.  따라서, 친밀한 우정은 우울증과 불안증으로부터 보호할 수 있으며 전반적으로 건강에 기여할 수 있다.
또한, 좋은 우정을 쌓기 위해서 가장 중요한 부분은 "유지"이며 친구와 가족에게 정기적으로 연락을 하며 안부를 건내는 것이 좋다. 정기적인 교류, 솔직한 소통, 세심한 경청은 좋은 우정을 쌓기 위한 기본 덕목이며 자신의 감정을 투명하게 표현하고 다른 사람의 말을 주의 깊게 경청해야 한다.

## 같이 보기
- 사랑
- 국제 우정의 날